# У сенци завере
У сенци завере (енгл. Blacklight) амерички је акциони филм из 2022. године у режији Маркa Вилијамсa. Сценарио потписују Ник Меј и Вилијамс, док су продуценти филма Вилијамс, Пол Кари, Мајлс Нестел, Алив Лох и Коко Ксиаолу Ма. Музику је компоновао Марк Ајшам. 
Насловну улогу тумачи Лијам Нисон као владин оперативац Травис Блок, док су у осталим улогама Еми Рејвер−Лампман, Тајлор Џон Смит и Ејдан Квин. Дистрибуиран од стране Briarcliff Entertainmentаа, светска премијера филма је била одржана 11. фебруара 2022. у Сједињеним Америчким Државама.
Буџет филма је износио 43 000 000 долара.

## Радња
Политичка активисткиња Софија Флорес одржи говор на митингу у Вашингтону о родној и расној равноправности. Те вечери она погине испред свог дома када, наизглед случајно, на њу налети аутомобил. 
Травис Блок, ветеран из Вијетнамског рата, ради за директора ФБИ-ја Габријела Робинсона, где је задужен за извлачење тајних агената из опасних ситуација, као и за привођење физички и ментално нестабилних и оних који застране. Он жели да се пензионише како би проводио више времена са својом ћерком и унуком, али Робинсон није вољан да га пусти. Блоков тренутни задатак је да приведе Дастија Крејна.
Крејн контактира новинарку Миру Џоунс, тврдећи да има информације у вези са Флоресином погибијом. Блок пронађе Крејна, те између њих настане јурњава испред Џоунсине канцеларије. Крејн побегне и договори нови састанак са Џоунс у музеју. Блок прати Џоунс до места састанка и покуша да ухапси Крејна. Крејн се ослободи из лисица, али га два човека упуцају на смрт.
Блок и Џоунс се сретну, а она му саопшти да је Крејн тврдио да има информације о супертајној операцији званој "Операција Јединство", у оквиру које се убијају недужни цивили, укључујући и Флорес. Блок приупита Робинсона о "Операцији Јединство", али му Робинсон одговори да се то њега не тиче и упозори га да се у то не меша.
Џоунсин уредник Дру Хоторн напише причу из њених извора о Крејновој смрти. Те вечери један црни СУВ га прати до куће, након чега он погине у саобраћајној несрећи. У међувремену Блокова ћерка и унука такође нестану без трага. Он је у немогућности да их контактира или сазна где се налазе.
Џоунс убеди избезумљеног Блока да јој помогне да разоткрије мистерију "Операције Јединство" и Крејнове и Друове погибије. Он јој саопшти да Робинсон у својој кући има сеф са владиним тајнама. Он се конфронтира са Робинсоном у његовој кући и натера га да отвори сеф у којем се налази хард диск са информацијама о "Операцији Јединство". Робинсон побегне уз помоћ неколицине агената, који отворе ватру на Блока. Након што порази агенте, Блок узме натраг хард диск.
Блок и Џоунс прегледају податке на хард диску и открију да је Крејн био заљубљен у Флорес, коју је добио задатак да прати. Робинсон је наредио њено убиство након што се Крејн превише зближио с њом. Блок захтева од Робинсона истину о "Операцији Јединство" и примора га да се преда властима. Џоунс заврши своју причу о владином заташкавању. Блок се врати својој породици, која је била стављена под Програм заштите сведока, али је сада враћена кући.

## Улоге
| Глумац             | Улога             |
| ------------------ | ----------------- |
| Лијам Нисон        | Травис Блок       |
| Еми Рејвер−Лампман | Мира Џоунс        |
| Тајлор Џон Смит    | Дасти Крејн       |
| Ејдан Квин         | Габријел Робинсон |